# The Bedroom Window (pel·lícula de 1987)
The Bedroom Window és una pel·lícula estatunidenca neo-noir de thriller psicològic del 1987 dirigida per Curtis Hanson. Dfou protagonitzada per Steve Guttenberg, Elizabeth McGovern i Isabelle Huppert, i fou rodada a Baltimore al barri de Mt. Vernon. Basada en la novel·la The Witnesses, d’Anne Holden, explica la història d'un jove executiu que comença una aventura amb la dona del seu cap que després es converteix en un malson després que aquest menteix a la policia per protegir-la.

## Trama
Terry (Steve Guttenberg) porta a la dona del seu cap, Sylvia (Isabelle Huppert) al seu apartament després d'una festa d'oficina i tots dos se'n van al llit. Més tard, mentre ell és al bany, ella sent crits fora i va nua a la finestra. En veure com un home atacava una jove, aquesta obre la finestra i l'agressor fuig. Quan els mitjans de comunicació informen de l'assassinat d'una jove a prop del pis d'en Terry aquella nit, ell creu que la policia hauria de saber què va veure la Sylvia però, per protegir-la, afirma que va ser ell qui estava a la finestra del dormitori.
En una roda de reconeixement, ni ell ni la víctima Denise (Elizabeth McGovern) poden identificar l'atacant, Chris. Malgrat les febles proves contra ell, Chris és jutjat per l'assalt i durant el procediment el seu advocat demostra que, com que Terry és miope, no podria haver presenciat l'incident. Chris surt en llibertat, deixant no només la policia i la fiscalia, sinó també la Denise i la Sylvia horroritzats per la ineptitud de Terry.
A la sala del tribunal, en Chris va reconèixer la Sylvia com la dona de la finestra. Desesperat per avisar-la, Terry la troba en una actuació de ballet i li diu que ha d'anar a la policia, però ella rebutja tota implicació. Quan se'n va, veu el camió característic d'en Chris aparcat fora i torna a entrar precipitadament. Arriba massa tard, però, perquè a la foscor ha estat apunyalada mortalment i mor als braços d'en Terry.
Es refugia amb Denise, que primer el sedueix i després li ofereix l'oportunitat de redimir-se. Ella vol venjar-se, i amb ell idea un complot per provocar en Chris a un altre atac. Disfressant-se, va a un bar on Chris està bevent i li indica la seva disponibilitat. Terry la segueix mentre marxa per anar a casa i, quan en Chris ataca, els dos aconsegueixen repel·lir-lo. S'escapa, només per ser atrapat per la policia que Terry havia advertit.

## Repartiment
- Steve Guttenberg com a Terry Lambert
- Elizabeth McGovern com a Denise
- Isabelle Huppert com a Sylvia Wentworth
- Paul Shenar com a Collin Wentworth
- Carl Lumbly com a Det. Quirke
- Frederick Coffin com a Det. Jessup
- Brad Greenquist com a Chris Henderson
- Wallace Shawn com a advocat d'Henderson
- Robert Schenkkan com a fiscal de l'estat Peters
- Maury Chaykin com a jugador de billar
- Sara Carlson com ballarina
- Mark Margolis com a home a la cabina telefònica
- Jodi Long com a cambrera de còctels
- Richard K. Olsen com a botiguer nocturn
- Leon Rippy com a barman cutre
- Kate McGregor-Stewart com a veïna

## Producció

### Desenvolupament
Curtis Hanson va llegir la novel·la The Witness d'Anne Holden i va intentar aconseguir els drets de la pel·lícula. Els havia comprat la Paramount que en tenia durant 15 anys. Hanson va fer un acord amb l'estudi per escriure el guió. La seva adaptació va afegir el personatge de Denise, la cambrera agredida.

### Càsting
Hanson diu que Elizabeth McGovern va ser la seva "única opció" per interpretar a Denise. "Robert De Niro estava obsessionat amb McGovern a Once Upon a Time in America. Dudley Moore estava obsessionat amb ella a Lovesick. Així que és divertit tenir-la en un paper on la seva bellesa és secundària. en cert moment es fa càrrec de la trama. És la víctima que es converteix en l'agressor."
En el guió, Sylvia era estatunidenca però Hanson va decidir repartir Isabelle Huppert. "Ella dona a la pel·lícula un petit extra més", va dir Hanson. "Sent francesa, té una cara de sofisticació. És glamurosa i pertany a un món al qual aspira. Isabelle també va afegir un contrast amb Elizabeth, a qui inicialment no li va atraure el personatge d'Steve."
Hanson diu que Steve Guttenberg no va ser la seva primera opció per al lideratge de Terry, sinó més aviat un suggeriment de Dino De Laurentiis. "Dino va pensar que si la pel·lícula no tenia èxit, almenys tindria un jove al capdavant que li agradava i és conegut per la comèdia", va dir Hanson.
Guttenberg estava molt entusiasmat per fer la pel·lícula i Hanson va acceptar el repartiment després de sopar junts. "Vaig pensar que la pel·lícula hauria de tenir el seu entusiasme i el seu humor", va dir Hanson. "L'Steve es moria de ganes de fer el paper. Va ser una cosa diferent per a ell. Va percebre el seu personatge és més un protagonista que un còmic."

### Rodatge
La pel·lícula es va rodar al barri de Mount Vernon de Baltimore, Maryland i a Carolina del Nord als estudis DEG de DeLaurentiis a Wilmington.

## Música
La música de la pel·lícula va ser composta per Michael Shrieve i Patrick Gleeson, i es va publicar com a àlbum de banda sonora oficial en LP el 1986.

## Recepció crítica
En el seu llançament original, The Bedroom Window va rebre un comentari negatiu de Vincent Canby a The New York Times. La pel·lícula va rebre posteriorment crítiques mixtes i lleugerament positives d'altres crítics de cinema. James Berardinelli va donar a la pel·lícula 2 de 4 estrelles i la va qualificar de "un thriller prometedor [s'ha fet] malament". Jack Sommersby la va recomanar com "un thriller de primer nivell que només de tant en tant fa passos en fals", però va reflexionar negativament en la seva història. Derek Armstrong la va descriure com "un thriller diligent i de suspens" amb "una història tensa i centrada", assenyalant, però, la inferioritat del tercer acte a la resta de la pel·lícula, així com els fils argumentals solts.
AA l'abril de 2021, la pel·lícula té una puntuació del 70% a Rotten Tomatoes basat en 30 crítiques amb el consens: "Un repartiment simpàtic i una història majoritàriament sòlida ajuden a The Bedroom Window a transcendir el pastitx buit de Hitchcock."